# 방사겸
방사겸(方四兼, 영어 이름 크리스토퍼 뱅(Christopher Bang), 1881년 7월 25일 ~ 1955년 12월 8일)은 대한제국 관료 출신 독립운동가, 외교관 겸 정치인이다.
본관은 온양(溫陽), 호(號)는 산남(山南)이다.

## 주요 이력

### 청년 시절과 중년 시절
1900년에서부터 1902년까지 대한제국 관료 직을 잠시 지낸 후 1903년 5월에 직계 일가족과 함께 미국으로 건너간 그는 1905년 12월 미국 캘리포니아주에서 대동교육회를 조직하였으며 1907년 대한 민족 정치 성향 운동을 목적으로 하는 대동보국회를 조직하였고 그 후 1916년부터 수차례 국민의무금과 독립의연금 등을 납부했으며, 1923년 미국 시카고에서 한국독립연구회를 창립하여 간사로 활동하였고, 1931년과 1944년 이후로 신한민보와 북미시보에 사설을 게재를 하여 재미 한인 동포들에게 민족의식 고취를 하는 데에 대표로써 앞장을 섰다.

### 만년
1945년 8월 15일, 미국 뉴욕주 뉴욕 시티에서 일본국 패망 및 조선 광복을 목도하였으며 3년 후 1948년 5월 26일에서 1948년 6월 15일까지 잠시 미 군정 남조선 과도정부 시대 서울을 방문한 그는 미군정청의 환대를 받기도 했지만 결국 1948년 6월 15일을 기하여 미국으로 또다시 불귀지로(不歸之路)를 떠나고 말았다. 그 후 끝끝내 대한민국 귀국이 영영 좌절되었으며 1955년 12월 8일을 기하여 미국 미주리주 세인트 루이스에서 별세하였다.
그의 유해는 화장하여 세인트 루이스 땅에 뿌려졌다.

## 사후
대한민국 정부에서는 그의 공훈을 그리고자 2011년 3월 1일 대한민국 건국포장 추서를 하였다.